# Michel Wolter

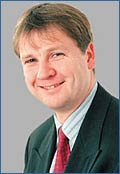
Michel Wolter

Michel Wolter (* 13. September 1962 in Luxemburg-Stadt) ist ein luxemburgischer Politiker der Christlich Sozialen Volkspartei (CSV).

## Leben
Wolter wuchs in Esch an der Alzette auf. Sein Vater war der Journalist und Politiker Jean Wolter (1926–1980), zuletzt Innenminister von Luxemburg. Seine Sekundarstudien absolvierte Michel Wolter in Esch und in Echternach. Von 1981 bis 1985 studierte er erfolgreich Wirtschaftswissenschaft auf der Universität Paris I (Panthéon-Sorbonne). Beruflich war Wolter von 1986 bis 1995 sukzessiv im Bereich der Verwaltung von kaptiven Rückversicherungsgesellschaften, einer Treuhandgesellschaft sowie der professionellen Rückversicherung tätig. Seit Ende 2006 bekleidet er verschiedene Verwaltungsratsmandate in Luxemburger Gesellschaften.
Wolter ist verheiratet, hat drei erwachsene Kinder und wohnt in Niederkerschen.

## Politik
1984 wurde Wolter mit 21 Jahren zum bis heute jüngsten Abgeordneten auf der Liste der CSV in das Luxemburger Parlament gewählt. Er wurde 1989, 1994, 1999, 2004, 2009, 2013 und 2018 sowie 2023 jeweils direkt wiedergewählt.
Zwischen 1985 und 1990 war er Präsident der CSJ, der Jugendorganisation der CSV. Von Januar 1988 bis Juli 1992 war er Mitglied des Gemeinderats von Esch an der Alzette, und nach Wohnsitzwechsel im Gemeinderat von Niederkerschen von Januar 1994 bis Januar 1995.
Am 26. Januar 1995 wurde Wolter zum Innenminister, Minister des öffentlichen Dienstes und der administrativen Reform ernannt. Nach den Landeswahlen vom 13. Juni 1999 wurde Wolter wieder Innenminister, mit erweiterten Kompetenzen in den Bereichen Landesplanung, Polizei und Wasserwirtschaft. Nach den Landeswahlen vom 13. Juni 2004 schied Wolter auf eigenen Wunsch aus der Regierung aus und wechselte wieder ins Parlament, in dem er bis 2009 den Posten des Fraktionsvorsitzenden der CSV bekleidete. Im November 2009 wurde er als Nachfolger von François Biltgen zum Parteipräsidenten der CSV gewählt. Parteipräsident war er bis 2014.
Ab Januar 2006 war Wolter wieder Mitglied des Gemeinderates von Niederkerschen. Anfang 2010 wurde er Bürgermeister von Niederkerschen. Nach den Kommunalwahlen 2011 und der Fusion der Gemeinden Niederkerschen und Küntzig wurde er Bürgermeister der Gemeinde Käerjeng. Nach den Gemeindewahlen 2017 wurde er auf seinem Posten bestätigt.